# Rudolf Virchow
Rudolf Ludwig Karl Virchow (Świdwin, 13 ottobre 1821 – Berlino, 5 settembre 1902) è stato un patologo, scienziato, antropologo e politico tedesco.
Pioniere dei moderni concetti della patologia cellulare e della patogenesi delle malattie, ha sottolineato che le malattie non sorgono da organi o tessuti in generale, ma nelle cellule. Portò le discipline dell'Igiene e della Medicina Sociale allo sviluppo attuale. Ha inoltre condotto, come consigliere comunale di Berlino, una lunga campagna di sensibilizzazione per le riforme sociali, l'igiene pubblica e ha contribuito allo sviluppo dell'antropologia come scienza moderna.

## Biografia

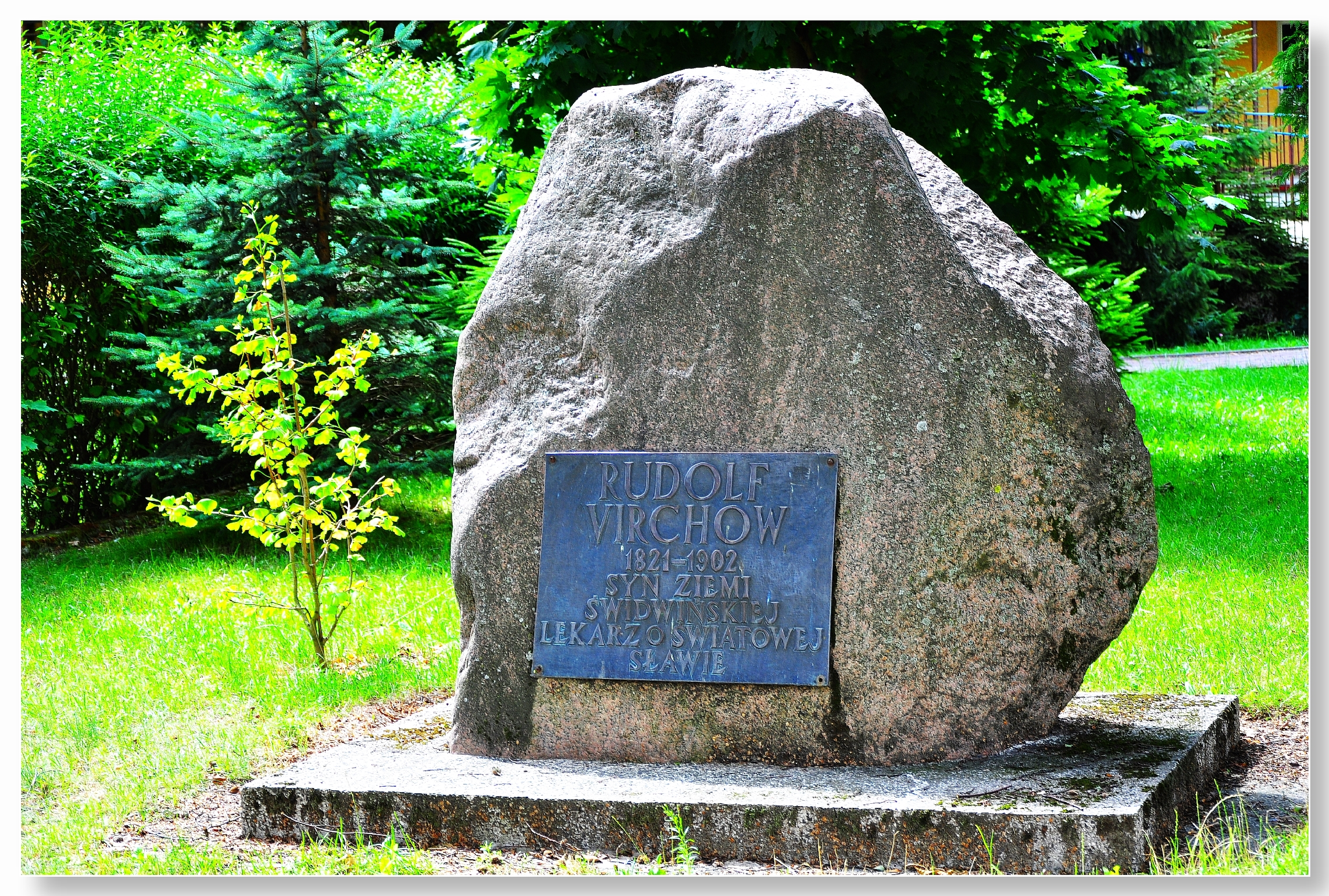
Pietra commemorativa di Rudolf Virchow nella sua città natale Świdwin, ora in Polonia

Nato nella piccola città di Schivelbein (ora Świdwin), a sud di Köslin (ora Koszalin), in un'arretrata e rurale Pomerania Orientale, oggi nord-ovest della Polonia, Rudolf Virchow era l'unico figlio di un modesto mercante. Frequentò la scuola della sua città natale, dove subito espresse un precoce interesse per le scienze naturali. Ricevette privatamente lezioni di greco, latino e francese, da alcuni chierici, tali da permettergli di entrare il 1º maggio 1835 nel Gymnasium di Köslin, dove ricevette una formazione umanistica ampia, e dove dimostrando elevate capacità accademiche, si diplomò a Pasqua del 1839. Significativa per l'impostazione del giovane Virchow è la scelta del tema della sua maturità: "Una vita piena di lavoro non è un peso, ma un bene".
Sfortunatamente la famiglia, per motivi economici non era in grado di offrirgli la possibilità di continuare gli studi e così Virchow scelse la carriera del medico militare e nell'autunno del 1839 entrò nell'Istituto di formazione per medici militari di Berlino, fondato nel 1723 con il nome di "Collegium medico-chirurgicum" e ampiamente ristrutturato e riformato nel 1795. In questo modo, mediante la formazione dei medici militari, numerosi giovani di talento, che altrimenti non avrebbero potuto permettersi di studiare medicina, divennero medici, e tra questi non pochi si distinsero più tardi come ricercatori e professori universitari.
Fu però solo dal 1810 che gli studenti di questo istituto erano contemporaneamente studenti di Medicina della neofondata Universität Berlin. Per la formazione pratica era a loro disposizione il più importante ospedale di Berlino: la Charité. Fu proprio in questo istituto che nel 1843 Virchow si laureò in medicina con la tesi "De rheumate praesertim corneae". L'essenza della sua tesi era che i reumatismi sono da considerare come stato di irritazione, causato da sostanze di natura albuminosa, e non come malattia infiammatoria, causata da una semplice infiammazione. Sempre alla Charité iniziò la sua carriera professionale; nel 1846 venne promosso prosettore. Nel 1850 sposò Rose Mayer, con la quale ebbe tre figli e tre figlie.

### L'incarico in Slesia
Promosso professore di anatomia e acquisita oramai una notevole fama nella sua Berlino, il giovane Virchow venne incaricato nella primavera del 1848 dal governo prussiano di condurre una ricerca sulle cause di un'epidemia di febbre petecchiale scoppiata in Alta Slesia, insieme al pediatra e burocrate Stephan Friedrich Barez. Nella sua relazione Virchow diede una cruda descrizione della pessima situazione sociale in cui viveva la popolazione, per lo più composta da minatori e tessitori, che lottavano per sopravvivere precariamente. Additò in particolar modo a queste spaventose condizioni di vita la responsabilità delle cattive condizioni igieniche e di conseguenza la causa della malattia, e non, come si credeva a quel tempo, al clima.
Come Virchow stesso relazionò infatti, il clima aveva sicuramente favorito il diffondersi dell'epidemia ma non avrebbe potuto causarla se la popolazione avesse avuto condizioni di vita migliori. Sottolineò la teoria sociologica della malattia secondo la quale fattori politici e socio-economici, come la povertà e la presenza di uno stato repressivo, agissero come fattori determinanti e predisponenti. Si spinse fino al punto di dichiarare che alcune epidemie sorgessero come conseguenza di sconvolgimenti sociali, ed elencò una serie di malattie suscettibili di guarigione o di eliminazione completa attraverso i cambiamenti sociali. Insistette sul diritto costituzionale di ognuno alla salute e dichiarò che è responsabilità della società civile fornire le necessarie condizioni sanitarie. Queste indirette accuse alle scelte politiche statali lo resero inviso al governo.

### La rivoluzione a Berlino
L'esperienza avuta in Slesia lo segnò parecchio e al suo ritorno a Berlino sviluppò le sue tesi sull'origine delle malattie, molto spesso causate da condizioni sociali. Per debellare le malattie dunque bisognava riformare il sistema sanitario affinché oltre ad occuparsi dei disturbi clinici dei pazienti si occupasse soprattutto di scoprire le cause recondite di ogni malattia. La terapia efficace era quindi la libertà, l'istruzione e la prosperità economica. Ma per fare questo era necessaria una rivoluzione profonda della società.
Nello stesso anno a Berlino scoppiò la rivoluzione, affiancata da un'epidemia di colera e fu in questa occasione che Virchow espresse pubblicamente le sue idee, anche politiche, che successivamente influenzarono profondamente la politica dello stato prussiano, allora rigidamente delineata secondo la teoria bismarckiana del ferro e del sangue, e gettarono le fondamenta della medicina sociale in tutta Europa. Aiutò a costruire delle barricate e partecipò a un movimento politico, formato da medici, strenui sostenitori di una riforma medica: standardizzazione della professione medica e abolizione della separazione nella formazione di medici e chirurghi, con conseguente riformulazione dell'ordinamento della facoltà di Medicina. Inoltre si chiedeva a gran voce l'istituzione di un apposito Ministero della Sanità, e un'attiva partecipazione dei medici nello sviluppo di una legislazione medica, con la creazione di un organismo di tutela della categoria.
Insieme al suo amico Leubuscher inoltre, fondò la rivista "Die medizinische Reform" che presto divenne portavoce di tutti i medici che si battevano per la riforma medica. Fu proprio questa scelta che insospettì il governo, che non appena riuscì a riprendere le redini della situazione, abolì le poche concessioni fatte; il 31 marzo 1849 il ministro Von Ladenberg depose Virchow dal suo incarico accademico e censurò la rivista fino a farla scomparire. Fortunatamente però la fama acquisita da Virchow come scienziato, medico e uomo politico fece ricredere il governo che revocò il licenziamento. Nonostante questo, Virchow decise di abbandonare Berlino e la carriera di medico militare.

### L'esperienza a Würzburg
Lasciata Berlino, Virchow assunse a Würzburg, con l'aiuto di alcuni personaggi di spicco, in particolare l'ostetrico Friedrich Wilhelm Scanzoni von Lichtenfels, la prima cattedra di anatomia patologica in Germania, appositamente creata per lui. Fu qui che, allontanatosi da preoccupazioni politiche, trascorse 7 anni particolarmente felici e prosperi: iniziò i suoi studi di antropologia e pose le basi per la successiva fondazione della patologia cellulare. Intuì infatti che una teoria cellulare che postulava la formazione di cellule da altre cellule e non da materiale amorfo, avrebbe potuto ampliare gli orizzonti della medicina e dare una nuova visione dei processi patologici. Curò inoltre un annuario tedesco raffigurante i progressi della medicina. Nel 1852 il governo bavarese incaricò Virchow di effettuare una ricerca sulle origini della carestia nella zona dello Spessart, data l'ottima conduzione della precedente ricerca in Slesia.

### Il ritorno a Berlino: politica e salute pubblica
Nel 1856 fu richiamato a Berlino, dove ottenne la creazione, per lui, di un Istituto di Patologia, terreno fertile per la formazione di innumerevoli scienziati tedeschi e stranieri, tra cui Ernst Immanuel Felix Hoppe-Seyler, Friedrich Daniel von Recklinghausen e Julius Friedrich Cohnheim. Ritornato a Berlino si risvegliarono però anche i suoi interessi politici e nel 1859 venne nominato consigliere comunale e particolarmente vicino al sindaco, che era suo cognato, fu determinante sulle questioni di salute pubblica: è grazie al suo influsso che si deve il miglioramento del sistema di approvvigionamento idrico e dello smaltimento dei liquami e la costruzione di un eccellente impianto di fognatura, la progettazione e successiva creazione di alcuni nuovi ospedali, tra cui il Friedrichshain e il Moabit, la legge sull'ispezione delle carni e l'intensa campagna di sensibilizzazione a favore dell'igiene nella lotta contro le malattie infettive e a favore dell'importanza della scuola. Riuscì addirittura a far aprire una scuola per infermieri presso il neofondato ospedale di Friedrichshain.
Nel 1859, su invito del governo norvegese fu incaricato di indagare su un'epidemia di lebbra (morbo di Hansen) sulla costa occidentale della Norvegia. Era ormai un riconoscimento internazionale. Nel 1862 fu eletto membro della Camera dei rappresentanti prussiana per il Partito Progressista Tedesco. Dal 1880 fu anche membro del Reichstag, dove giocò un ruolo fondamentale come presidente della Commissione Finanze per parecchi anni. Una sua famosa citazione recita: "La medicina è una scienza sociale e la politica non è altro che medicina su larga scala"; nella sua attività politica però Virchow rimase pur sempre medico, tanto da assumere la presidenza del X Congresso Internazionale di Medicina che si tenne a Berlino nel 1890.

### L'impegno nel sociale
Merita parimenti importanza la sua nomina a membro del consiglio di amministrazione della "Berliner Hilfsverain für die Armee im Felde", ovvero l'associazione di Berlino per gli aiuti all'esercito sul campo. Fu un patriota estremamente convinto e con innumerevoli sforzi personali riuscì ad organizzare i primi treni ospedale da inviare al fronte, e lui stesso condusse il primo. Durante la guerra franco-prussiana contribuì alla costruzione dei primi ospedali da campo a Berlino Tempelhof, e organizzò il Corpo di ambulanza prussiano.

### Interessi culturali
Dalla sua bibliografia è intuibile un vivo interesse verso la medicina sociale e una stima verso la storia della medicina: giudicò la medicina come la più alta forma di conoscenza della realtà umana e madre di tutte le scienze. Consentì a tal proposito lo sviluppo di tutte le scienze naturali con preoccupazioni di tipo medico e per i suoi tentativi di ottenere un quadro etico delle scienze biologiche si può azzardare a considerarlo come precursore della bioetica. Accanto alla sua attività di patologo, dal 1866 si dedicò in misura sempre crescente all'antropologia e alla preistoria. Dapprima il suo interesse era rivolta al rinvenimento dei teschi in Germania e in Scandinavia, ma con il tempo estese le sue ricerche anche altrove. Nel 1869 fondò la Società Antropologica Tedesca. Degni di nota i suoi viaggi a Troia nel 1879 e nel 1890 dove Heinrich Schliemann eseguiva allora degli scavi.
Nel 1881 e nel 1894 effettuò spedizioni in Caucaso e nel 1888 in Egitto. Nel 1886 fu determinante il suo interessamento per la costruzione del Museo etnologico di Berlino, seguita dal Museo del Folklore Tedesco del 1888. Nel 1890 assunse la presidenza a Berlino del X Congresso Internazionale di Medicina. Fu autore di numerosi studi sulle malformazioni del cranio ed eseguì un sondaggio nazionale, a scopo razziale sugli scolari, concludendo esplicitamente che non esisteva nessuna razza pura tedesca, ma solo una miscela di diversi tipi morfologici. Fu questa affermazione che lo rese inviso al successivo regime nazionalsocialista.

### La fondazione della patologia cellulare
Nella sua vita però prevale inequivocabilmente la sua opera scientifica nel campo dell'anatomia patologica ed è in qualità di patologo che Virchow è entrato nella storia della medicina. Fu discepolo di Johannes Peter Müller che insegnava all'Università di Berlino anatomia normale, anatomia comparata, anatomia patologica e fisiologia, e di Johann Lukas Schönlein, responsabile del laboratorio sperimentale, di fisica dei metodi diagnostici e di epidemiologia. Tra gli scolari di Müller c'era anche Theodor Schwann il quale, stimolato dagli studi sulle cellule vegetali compiuti dal botanico Matthias Jacob Schleiden eseguiva analisi microscopiche dei tessuti animali e giunse alla conclusione, nel 1839, che non solo nei vegetali ma anche negli animali la cellula è l'elemento base: tutti i tessuti sono composti di cellule, tutte le cellule hanno origine comune, ogni cellula ha vita indipendente, mentre la vita dell'organismo è la risultante delle attività delle singole cellule. Nello stesso periodo anche Jan Evangelista Purkyně si dedicò con i suoi discepoli alla morfologia cellulare e fece importanti osservazioni.
Ma già Lorenz Oken nel 1805 nel suo saggio Die Zeugung (la riproduzione), suggerisce che gli organismi sono formati da unità biologiche elementari. Gottfried Reinhold Treviranus dimostra successivamente che la membrana che separa due cellule contigue di una pianta è in realtà composta da due pareti e dunque ogni cellula è separata dalle altre. Si è quasi vicini all'affermazione della cellula come entità biologica indipendente. Nel 1832 Franz Unger aveva espresso la sua convinzione che le cellule vegetali si moltiplicassero tramite la scissione. Nel 1833 Robert Brown scopre il nucleo della cellula e insiste sulla sua importanza nella riproduzione. Schleiden e Schwann dal canto loro insistevano ancora che le cellule si formassero spontaneamente dal "blastema intercellulare". Negli anni dal 1841 al 1855 Robert Remak, anch'egli discepolo di Müller dimostrò però che le cellule si formano solo da altre cellule. È in questo universo scientifico che dal 1843 circa Rudolf Virchow si occupò, in un primo momento come collaboratore di Robert Froriep, suo predecessore come prosettore alla Charité, del problema della formazione delle cellule. Da queste ricerche si sviluppò la patologia cellulare.
Nel 1846 Virchow, appena venticinquenne, si pose pubblicamente in contrasto con Karl von Rokitansky, famoso patologo viennese, che nel suo "Manuale di Anatomia Patologica" affermava che la formazione delle cellule avvenisse nel blastema e che dunque le malattie non sono altro che conseguenza di discrasie, responsabili della formazione di cellule malate. Virchow però forte delle sue ricerche effettuate di ogni tipo di tessuto decretò falsa e insostenibile questa teoria. Dal 1849, durante il suo periodo come professore a Würzburg, iniziò una stretta collaborazione con Rudolf Albert von Kölliker e Friedrich Gustav Jakob Henle, anatomisti famosi e fondatori dell'istologia tedesca, e al suo ritorno a Berlino pubblicò un'esposizione sintetica della sua teoria, con lo scopo, come lui stesso scrisse "di fornire un panorama della natura cellulare di tutte le forme viventi, di quelle fisiologiche e patologiche, di quelle animali e vegetali, e di richiamare nuovamente alla coscienza l'unità della vita in tutte le forme organiche, contrariamente alle unilaterali tendenze umorali e neurali, che si erano tramandate dai miti dell'antichità fino ai giorni nostri e di contrapporre contemporaneamente l'interpretazione anch'essa unilaterale di una tendenza di meccanica grossa e chimica alla meccanica fine e alla chimica della cellula". Era questo un ulteriore tassello che si andava ad aggiungere agli sforzi compiuti da Giovanni Battista Morgagni, il fondatore dell'anatomia patologica, nella patologia organica, da William Cullen nella patologia neurale, e da Marie François Xavier Bichat nella patologia tissutale, per allontanarsi dalla concezione umorale ippocratica e galenica.

### Le prime pubblicazioni

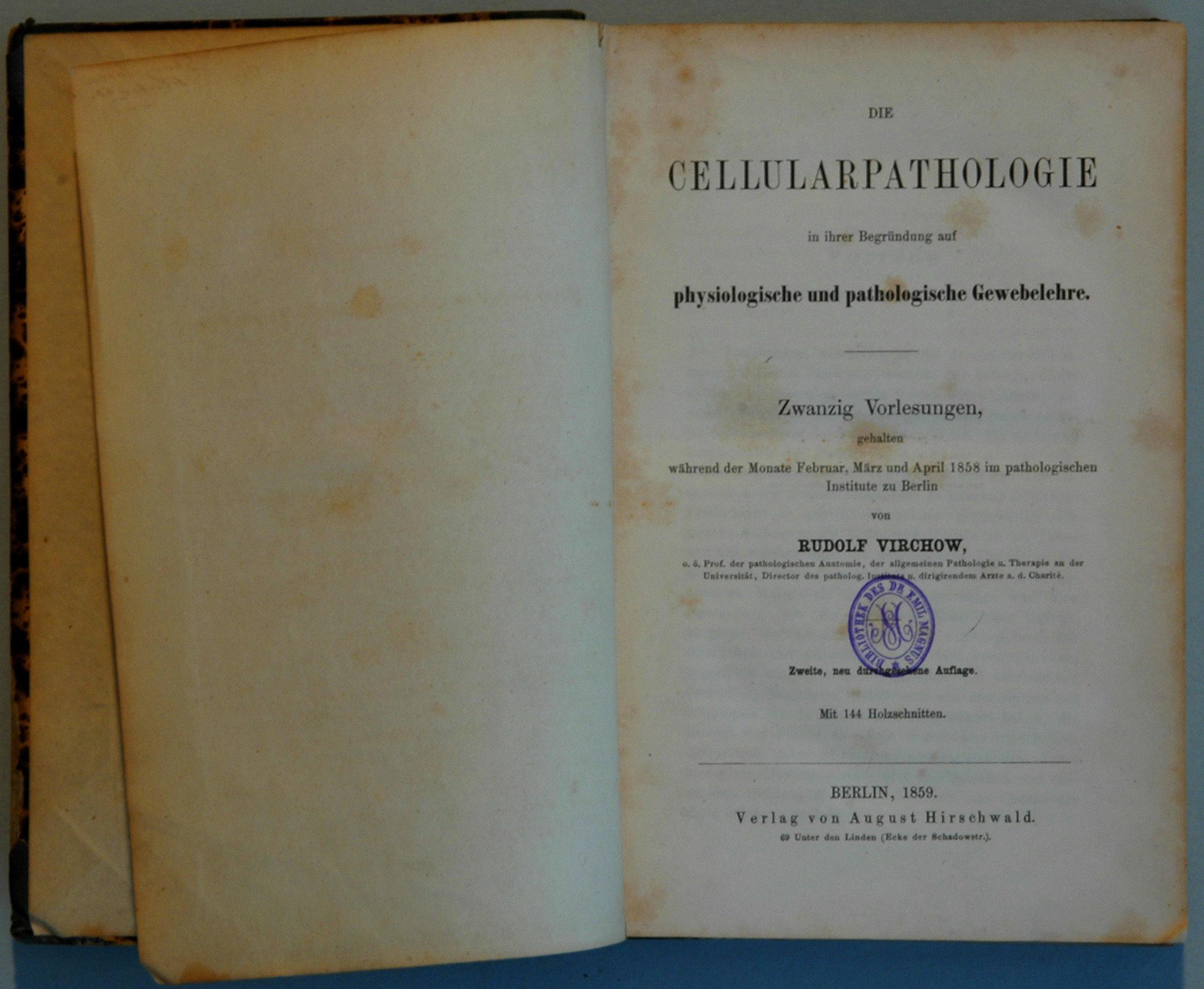
Prima edizione della sua opera Die Cellularpathologie

La sua opera più importante è sicuramente la "Patologia Cellulare" che lui dedicò a John Goodsir, professore di anatomia all'Università di Edimburgo e ricercatore nel campo della fisiologia e patologia cellulare, che insistette sull'importanza della cellula come centro di nutrizione. Nelle numerose ricerche e sperimentazioni effettuate da Virchow il microscopio assunse un ruolo principale e fu grazie al suo aiuto se nel 1855 durante una lezione dichiarava: "se si vuole combattere alla radice le forme patogene, non basta certamente prendere degli organi e definirli sede di malattie; si trova infatti spesso che negli organi ci sia una serie di elementi più semplici e pertanto si può parlare di patologia cellulare". La sua teoria "omnis cellula e cellula", che a onor del vero non fu coniata da lui, ma dal naturalista e politico francese François Vincent Raspail, divenne ben presto il nuovo motto della neo-fondata teoria sulle malattie. Analizzando la sua monografia sulla patologia cellulare, si può immediatamente constatare la fondatezza delle sue teorie. Virchow si occupava di materiale patologico e dunque le sue constatazioni si riferivano a reperti e quadri clinici che lui in prima persona aveva analizzato e studiato per anni. Derivando dunque da una applicazione pratica era solo in parte discutibile.
Nel 1845 pubblicò un tema dal titolo "Sangue Bianco, una prima descrizione della leucemia" e l'anno successivo diede alla stampa una prima descrizione di un embolo dell'arteria polmonare come risultato di ricerche sperimentali. Fu il primo a riconoscere un'embolia polmonare e un'embolia cerebrale. Nel 1847, insoddisfatto con i redattori delle riviste mediche, che rifiutavano di accettare alcuni suoi scritti, fondò con il suo amico Benno Ernst Heinrich Reinhardt un'altra rivista, questa volta non politica, ma medico-scientifica "Archivio per l'Anatomia Patologica, la Fisiologia e la Medicina Clinica" che divenne mezzo per lo scambio di idee scientifiche a livello internazionale e ovviamente mezzo preferito per la pubblicazione di tutte le ricerche effettuate da Virchow.

### Gli anni della maturità scientifica
Il nome di Virchow è internazionalmente legato alla patogenesi della trombosi, su cui pubblicò un trattato nel 1845, e ancora oggi mantiene la sua validità la cosiddetta "triade di Virchow", secondo la quale la trombosi venosa è attribuibile alla presenza di tre eventi: riduzione del flusso del sangue, alterazione della parete del vaso sanguigno e ipercoagulabilità. Virchow fornì inoltre ulteriori prove sperimentali sul processo di infiammazione, anche se erroneamente respinse la teoria della migrazione dei leucociti, e introdusse la concezione moderna sulla degenerazione amiloide, o amiloidosi.
Parlando di patologia cellulare e di Virchow non si può poi non nominare il suo trattato monografico "I tumori patologici". In netto contrasto con la concezione di tumore del suo tempo, combatté contro l'importanza delle discrasie. Se infatti la formazione dei tumori, indipendentemente dalla loro localizzazione nel corpo, veniva ricondotta ad un'alterazione degli umori, allora ogni intervento chirurgico era inutile. La concezione di Virchow invece ridava importanza alla chirurgia, anche se era errata nella trattazione dei tumori multipli o metastasi, dove parlò di infezione, a causa di una sostanza tossica diffusa attraverso il sangue o i vasi linfatici.
Nel 1874 introdusse una tecnica standardizzata per l'esecuzione delle autopsie in modo da dare a tutto il corpo eguale importanza, in modo da rilevare spesso lesioni altrimenti insospettate e dunque tralasciate.
Il progresso della medicina grazie a Virchow può essere ricondotto a tre fonti principali: le osservazioni cliniche, compreso l'esame del paziente con l'ausilio di metodi fisico-chimici, la sperimentazione sugli animali per lo studio dei farmaci, e l'anatomia patologica, in particolar modo a livello microscopico.

### Scetticismo
La grande fama raggiunta lo innalzò ad autorità ampiamente rispettata in tutti i campi della ricerca, ma la sua inclinazione esercitò influenze sfavorevoli per lo sviluppo di certe idee e metodi medici. Molteplici furono gli atteggiamenti scettici di Virchow nei confronti di teorie scientifiche formulate da suoi colleghi. Contrario all'idea che i batteri fossero la causa diretta delle malattie, asserì che la presenza di alcuni microorganismi in pazienti con particolari malattie, non sempre significava che l'organismo fosse causa o parte della malattia. Era convinto invece della multifattorialità delle cause delle malattie. Contrario anche alle teorie di Emil Adolf von Behring (premio Nobel per la medicina nel 1901) e di Robert Koch (premio Nobel per la medicina nel 1905) riguardanti tossine ed antitossine, suggerì che alcuni microbi potessero produrre queste sostanze. Allo stesso modo, Virchow era anche in contrasto con la teoria dell'evoluzione della specie formulata da Darwin. Nonostante l'avesse accettata teoricamente, era convinto che non ci fossero sufficienti evidenze scientifiche per giustificarne una sua accettazione totale. Un altro esempio fu la sua opposizione al lavaggio profilattico delle mani proposto da Ignác Fülöp Semmelweis per la prevenzione della febbre puerperale.

### Onorificenze
Scrisse una lunga serie di saggi storici e biografici su Schönlein, Morgagni e Müller, che gli permisero di tenere importanti congressi e conferenze a Roma e a Mosca, rispettivamente nel 1894 e nel 1897. La vicinanza e la gratitudine dei cittadini di Berlino si manifestò nell'inaugurazione del più grande ospedale della città, che ne porta il nome. Nel 1873 fu eletto all'Accademia Prussiana delle Scienze. Rifiutò il titolo nobiliare "von Virchow" ma nel 1894 fu egualmente eletto Geheimrat, ovvero consigliere. Tenne lezioni anche in Inghilterra, dove gli fu conferito il titolo di medico d'onore, e ricevette numerosi riconoscimenti, tra cui anche il titolo di Comandante della Legione d'Onore. L'ottantesimo compleanno, il 13 ottobre 1901 fu l'occasione per festeggiamenti in tutto il mondo e fu uno straordinario omaggio tributatogli dal mondo scientifico internazionale. Ci furono fiaccolate a Berlino, e festeggiamenti in Russia e in Giappone. In modo particolare vanno ricordati gli auguri del governo italiano, personalmente espressi dal ministro Guido Baccelli, professore di anatomia patologica e dal 1876 Ministro per l'istruzione, e il regalo: un doppio ritratto di Virchow e Morgagni.

### La morte

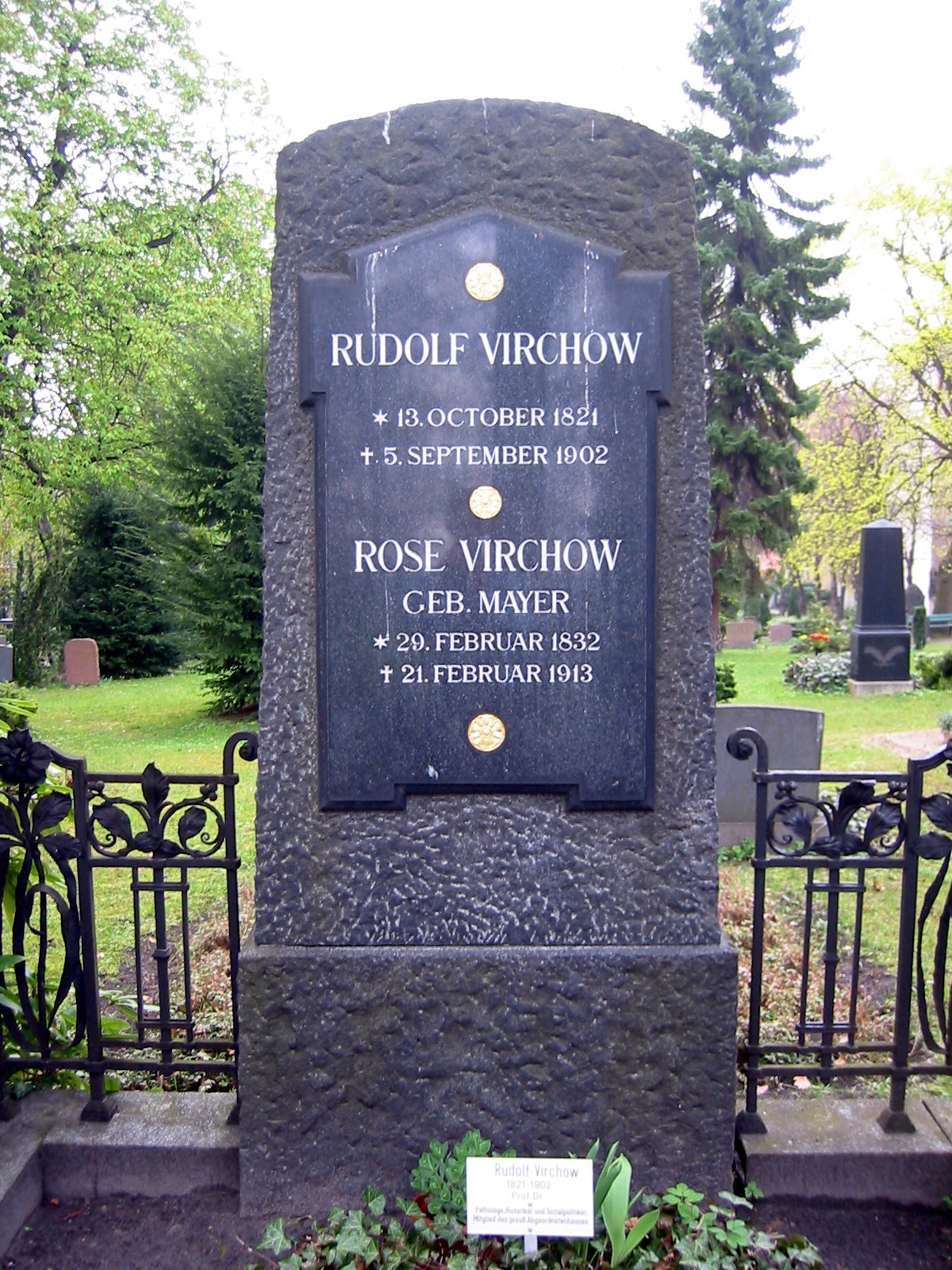
La tomba di Rudolf Virchow nel vecchio cimitero di St. Matthew a Berlin-Schöneberg

Mai gravemente malato per tutta la sua vita, eccezionalmente attiva, morì nel giro di pochi mesi di insufficienza cardiaca. Il suo calvario iniziò il 4 gennaio 1902 quando, saltando da un tram in movimento, riportò la frattura del femore e dell'anca. Costretto a letto e dunque ad una piena inattività, morì a Berlino, divenuta ormai la sua città, il 5 settembre 1902. Negli elogi funebri e nei successivi discorsi commemorativi lo si è definito più volte come riformatore della patologia, soprattutto per evidenziare il suo importantissimo ruolo in questo campo e per stabilire legami con i suoi predecessori, in particolar modo Morgagni. Per essere precisi, Virchow non ha portato la patologia ad una forma diversa da quella che precedentemente aveva, ma le ha esclusivamente, termine che non vuol essere per niente riduttivo, conferito una funzione chiave nell'ambito della medicina.

## Famiglia
Il figlio di Virchow, Hans, fu professore di anatomia presso la Königliche Hochschule für die bildenden Künste e successivamente presso l'Università di Berlino.

## Opere
La maggior parte degli scritti di Virchow, siano essi medici o antropologici sono elencati in ordine cronologico in una piccola "Festschrift" a cura di Julius Schwalbe. Le più importanti, tra le oltre 2000 pubblicazioni attribuite a Virchow, vanno sicuramente citate:
- De corneae praesertim rheumate, 1843 (Tesi di dottorato)
- Weisses Blut, 1845 (Sangue bianco, rapporto sull'autopsia di un caso di leucemia)
- Relazione sul tifo a Berlino e in Prussia Orientale, 1848
- Caso di ipertrofia della milza e del fegato
- Sull'origine e composizione chimica dei pigmenti extracellulari e intracellulari, e sulla formazione di nuove cellule dall'avvolgimento membranoso dei globuli pigmentati o granuli di pigmento
- Scoperta della nevroglia
- Trombosi ed embolia
- Prima descrizione di aspergillosi polmonare
- Die Cellularpathologie in ihrer Begründung auf physiologische und pathologische Gewebenlehre, 1858 ("La patologia cellulare nella sua fondazione dall'istologia patologica e fisiologica")
- Omnis cellula e cellula (pietra angolare della patologia cellulare)
- Sulla sifilide
- I tumori patologici, 1863-1867 (Lezioni sul cancro)
- Miglioramento della salute con l'influsso della scuola, 1871
- L'affinità del cranio tra uomo e scimmia, 1871
- Morgagni e il concetto anatomico, 1894 (Appunti per la conferenza di Roma)
- Il congresso internazionale di Mosca, 1897

## Citazioni
- «I medici sono gli avvocati naturali dei poveri e la questione sociale rientra in buona parte nella loro giurisdizione».
- «La medicina è una scienza sociale e la politica non è altro che medicina su larga scala».
- «L'istruzione medica non esiste per fornire alle persone l'opportunità di imparare a guadagnarsi da vivere, ma al fine di rendere possibile la tutela dei cittadini».
- «Il compito della scienza non è quella di attaccare gli oggetti della fede, ma di stabilire i limiti oltre i quali la conoscenza non può andare e di fondare una coscienza di sé unificata entro questi limiti».